# 王家晴
王家晴（英語：Candy Wong Ka Ching；2002年12月19日—），香港女歌手及藝人，現為香港女子組合COLLAR成員兼MakerVille合約女藝員，為2021年ViuTV選秀節目《全民造星IV》參賽者。

## 簡介
王家晴在香港出生，畢業於沙田浸信會沙田圍呂明才小學及香港神託會培基書院。中學時期曾經是女子籃球隊、田徑隊及排球隊成員，2020年憑香港中學文憑考試獲得最佳五科成績24分，數學科、經濟科考獲5*佳績，並入讀香港城市大學社會科學學士（心理學），並於2025年6月學成畢業。

### 參加《全民造星IV》時期
王家晴在2021年6月參加ViuTV節目《全民造星IV》，參賽編號為28。在96強前哨戰，王家晴因演唱《紅綠燈》時失準，不敵對手1號參賽者蘇雅琳而跌入復活區。及後被導師許廷鏗復活並加入其帶領的A組晉身60強。於60強的比賽中，與隊員林泳怡、何佩婷、徐嘉蔚、盧芷韻、陳景晴組成一隊，先後演繹自選項目《剎那的烏托邦》和指定歌曲《Bang Bang》，之後在評判評核中0比5大敗給B1組，但王家晴未被淘汰，並躋身40強。於40強的比賽中，則與曾善婷、黃詠霖、盧芷韻一組，自選項目是由她擔任主角的《我好得閒》，然後表演指定歌曲《無忘花》，並獲得該回合5位評判一致看好，擊敗B1組，晉身30強。於30強的比賽中，王家晴有份出演《七個小矮人》及A組全組出演的《無力也請相信》。當中的《七個小矮人》雖然得到評判之一的余迪偉高度讚揚她們能夠在短短數分鐘內帶來有質素的音樂劇，但結果仍以4比1敗給該回合代表B組的許寶恆和余嘉熙。
後來到25強比賽，A組及B組參賽者被重新分組，王家晴被編入與林暐翹、陳泳伽、葛綽瑤和區廷筠一組，導師為男子組合ERROR隊長梁業，演譯《NoBody笨珠》，賽後得到《全民造星IV》節目監製黃慧君大讚唱歌技巧有很大進步，並在完成頭3組比賽後率先以294.4分跟另外4名組員晉身總決賽。
2021年12月25日，王家晴在ViuTV節目《全民造星IV》總決賽跳唱《收聲多謝》及一場跳舞對決，最終結果排名第八，但王家晴的整體表現令節目監製黃慧君在接受傳媒訪問時表示對她刮目相看，指出「同之前比真係差好遠」。

### COLLAR時期
2022年1月12日晚上六時半，ViuTV於香港尖沙咀海港城海運觀點舉辦的「Hold Your Breath」官方記者會中正式以COLLAR成員的名義出道，亦是全組最年幼的成員。
王家晴單飛拍攝了護膚品品牌NIVEA、隱形眼鏡品牌SEED的產品廣告。
2023年首次拍攝電影《邪Mall》（2024年上映），即擔任女主角。同年7月拍攝ViuTV劇集《無人之境》，更首次擔任女主角。

### 參加《全民造星IV》過程
| 《全民造星IV》比賽過程 | 《全民造星IV》比賽過程 | 《全民造星IV》比賽過程                          | 《全民造星IV》比賽過程 |
| 項目                   | 集數                   | 演出項目                                        | 備註 |
| ---------------------- | ---------------------- | ----------------------------------------------- | --- |
| 第一輪比賽 （個人賽）  | 6                      | 唱歌《紅綠燈》                                  | - 評判：朱栢康、當奴、鄭融 - 最終不敵對手Ivy So，而跌入復活區，被導師許廷鏗復活並加入其帶領的A組。 |
| 第二輪比賽 （團體）    | 17                     | 第一回合：自選表演 《剎那的烏托邦》             | - A3組員包括：Jade Chan、何佩、Emiko、Kinki、Vicky、Candy - 評判：泳兒、少爺占、韋羅莎、陳輝陽、鍾舒漫 - A3組以0比5敗給B1組，Emiko則成了評判即時淘汰者及Vicky、何佩、Jade Chan則成了導師淘汰者，Candy與Kinki晉身40強 |
| 第二輪比賽 （團體）    | 17                     | 第二回合：Dance Battle (跳舞比拼) 《Bang Bang》 | - A3組員包括：Jade Chan、何佩、Emiko、Kinki、Vicky、Candy - 評判：泳兒、少爺占、韋羅莎、陳輝陽、鍾舒漫 - A3組以0比5敗給B1組，Emiko則成了評判即時淘汰者及Vicky、何佩、Jade Chan則成了導師淘汰者，Candy與Kinki晉身40強 |
| 第三輪比賽 （團體）    | 21-22                  | 第一回合：自選表演 《我好得閒》                 | - A2組員包括：Kinki、阿蛋、Candy、Ashi - 評判：吳雨霏、卓韻芝、陳健安、伍仲衡、陳詠燊 - A2組以5盞藍燈勝出，全員晉身30強                                                                                              |
| 第三輪比賽 （團體）    | 21-22                  | 第二回合：指定歌曲 《無忘花》 原唱：林二汶      | - A2組員包括：Kinki、阿蛋、Candy、Ashi - 評判：吳雨霏、卓韻芝、陳健安、伍仲衡、陳詠燊 - A2組以5盞藍燈勝出，全員晉身30強                                                                                              |
| 第四輪比賽 （團體）    | 29-30                  | 第三局 《七個小矮人》                           | - 組員包括：Candy、Kinki、阿蛋、Day、Ariel、Yoyo - 最終以1比4落敗，而安希婷則在此局被淘汰。 |
| 第四輪比賽 （團體）    | 31                     | 第五局 《無力也請相信》                         | - 組員包括：Marf、Day、Candy、Val、CK、Yoyo、So Ching、Win Win、Kinki、Tengie、Ika、Ariel、Ashi、Ada仔、子涓、超酸、芯駖、阿蛋、安希婷、穎蕎 - 最終以0比5落敗，而Ashi則在此局被淘汰。                                |
| 第五輪比賽 (團體)      | 32                     | 《NoBody笨珠》                                  | - 肥仔@ERROR為導師。 - 組員包括 Yoyo、Candy、暐翹、Winka、Tengie - 評判： 許廷鏗、梁祖堯、黃慧君、戴穎 - 最終以小組第2名，294.4分，全員進入總決賽。                                                                  |
| 總決賽 （個人賽）      | -                      | 自選表演項目/曲目 《收聲多謝》                  | - 總決賽於12月25日聖誕節晚上8時30分於九龍灣國際展貿中心Star Hall舉行。 - 星級評判：謝安琪、李嘉欣、麥兆輝、谷德昭、魯庭暉 - 星級評判團最終分數10分，觀眾投票最終分數13分，以總分數23分，得第8名。                    |
| 總決賽 （個人賽）      | -                      | Dance Battle舞技對決 《Conga》                  | - 總決賽於12月25日聖誕節晚上8時30分於九龍灣國際展貿中心Star Hall舉行。 - 星級評判：謝安琪、李嘉欣、麥兆輝、谷德昭、魯庭暉 - 星級評判團最終分數10分，觀眾投票最終分數13分，以總分數23分，得第8名。                    |

## 演出作品

### 電影
| 年份   | 電影名稱   | 角色 | 備註 |
| ------ | ---------- | ---- | ---- |
| 2024年 | 《邪Mall》 | 阿欣 | 主角 |

### 電視劇
| 首播   | 節目名稱               | 角色             | 備註 |
| ------ | ---------------------- | ---------------- | ---- |
| 2023年 | 《極度俏郎君》         | 陳婉文（青年）   | 配角 |
| 2024年 | 《無人之境》           | Summer           | 主角 |
| 2025年 | 《社畜再培訓先導計劃》 | 凌美悠（成人版） | 配角 |

### 電視節目（ViuTV）
| 播映年份 | 節目名稱          | 備註               |
| -------- | ----------------- | ------------------ |
| 2021年   | 全民造星IV        | 參賽者             |
| 2022年   | 我哋係COLLAR      | COLLAR全員參與拍攝 |
| 2022年   | Chill Club 推介   | 主持               |
| 2023年   | 韓國留學Day Day晴 | 與許軼一同主持     |
| 2023年   | 全日制collar學院  | COLLAR全員參與拍攝 |
| 2024年   | collar智慧學園    | COLLAR全員參與拍攝 |
| 2024年   | 自訂台灣軼晴      | 與許軼一同主持     |
| 2025年   | 強跑者            | 與伍家謙一同主持   |
| 2025年   | 公司逼我打籃球    |                    |

### 網絡節目（Youtube）
- 2021年：《造星拉票の駅！女團綜藝王大決鬥》（Ivy、穎蕎、Ariel、Candy、Tengie、超酸）
- 2022年：電競FF平行時空足球大賽（與Gao、保錡、Sica、Marco、George、Phoebus及濟哥）
- 2023年：[JFFLIVE]多人線上桌遊（與Ivy、Day、Sumling）

### MV
- 2021年：《2021夏の次部曲：始発の駅》（《全民造星》主題曲《前傳》）
- 2022年：193《再次PuppyLove》
- 2023年：Fatboy《Phat N Fresh》、陳泳伽《說好的未來》（與張芷澄]]）

## 演唱會／音樂會
- 2023年：WYCHK Talent Time 2023

## 軼事
- 官方支持者名稱為「晴天蛙蛙」[26]
- 飼養兩隻貓：一隻貓名叫「miu miu」，性別為雌性；另一隻貓名叫「mic mic」，性別為雄性

## 外部連結
- 王家晴的Instagram帳戶
- 全民造星IV 王家晴簡介 （页面存档备份，存于）

https://www.youtube.com/watch?v=X4TlkfVUxt4